# Himarimã
Los himarimã son un pequeño grupo étnico de Brasil que tiene una población estimada de sólo unos 80 individuos. Su lengua, llamada también himarimã, es poco conocida y sus creencias religiosas son mayormente de tipo animista. Viven en el valle de Tapauá en el estado brasileño de Amazonas, cerca de los jamamadi y los jarawara.
Los himarimã han vivido como grupo aislado en la selva amazónica y su existencia fue conocida en 1986 debido a un suceso trágico que les aconteció. En esa ocasión un grupo un grupo de diez himarimãs que huían buscando ayuda fue contactado, las dos mujeres del grupo fueron violadas y asesinadas por las personas a las que pidieron ayuda y también un adolescente y un niño fueron asesinados, mientras que otros dos niños murieron por otras causas, y los cuatro supervivientes fueron mantenidos como sirvientes en la casa de los asesinos.